# バルタサール・ガルソン
バルタサール・ガルソン・レアル（スペイン語: Baltasar Garzón Real、スペイン語発音: [baltaˈsaɾ ɣaɾˈθon]、1955年10月26日 - ）は、スペイン・ハエン県トーレス出身の法曹。
1987年から2011年まで全国管区裁判所予審判事を務め、テロ事件、組織犯罪、マネーロンダリングなど数多くの重要な刑事事件を調査した。1993年から1994年まで、マドリード県選挙区選出のスペイン下院議員を務めた。

## 経歴
ハエン県トーレスに生まれ、1979年にセビリア大学を卒業した。1988年に全国管区裁判所の判事となり、バスク地方で活動するテロ組織のバスク祖国と自由(ETA)を追求することで名声を得た。
1993年7月には、フェリペ・ゴンサレス首相が率いるスペイン社会労働党(PSOE)の独立系候補として、スペイン下院議員となった。ゴンサレス首相によって麻薬乱用に対する国家計画のリーダーに任じられた直後の1994年5月に、政権からの信頼が不十分であると訴えて下院議員の座を辞任し、全国管区裁判所の判事に戻った。
1998年10月10日にはチリのアウグスト・ピノチェト元大統領に対して、スペイン国民の弾圧の罪で逮捕状を出したが、イギリス政府はピノチェトの引き渡しを拒んだ。かつての国家元首が普遍的な法の管轄権の原則（国家管轄権を越える国際犯罪に対しては、普遍的に司法および執行管轄権を行使できる権利）によって逮捕されたのは世界初の出来事であり、ガルソンの名前は一躍注目を集めた。
2003年にはイスラーム過激派テロリストのウサーマ・ビン・ラーディンを含む35人をテロ集団のメンバーとみなして逮捕するための起訴状をまとめた。2005年にはアル・カイーダの活動家24人をマドリードで裁判にかけたが、これはアル・カイーダが関与する裁判としてはヨーロッパ最大の裁判だった。結局18人が有罪判決を受けた。また元アルゼンチン海軍軍人のアドルフォ・シリンゴをスペインで裁判にかけ、シリンゴは有罪判決を受けて懲役640年（注:年数は誤植ではない）を課せられた。
2008年にはフランコ独裁体制下における犯罪の調査を開始し、この時代の10万人以上の失踪者を調査した。右派はガルソンの調査に反発し、スペイン内戦時代の犯罪の罪を問わないとする1977年の恩赦法に反していると主張した。2009年にはマリアーノ・フェルナンデス・ベルメホ法務大臣が一緒に狩猟旅行をしたことが暴露され、ベルメホ大臣は辞任を余儀なくされた。
2012年には過去の調査方法の合法性について指摘され、ガルソン自身がスペイン最高裁判所に告訴された。2月9日には最高裁判所によって有罪との判決が下り、11年間の判事活動の資格剥奪処分を受けた。現在はジュリアン・アサンジによる内部告発サイトウィキリークスの担当弁護士を務めている。